# PureOS
PureOS es una distribución de GNU/Linux-Libre que se centra en la privacidad y seguridad, utilizando el entorno de escritorio GNOME. Está mantenido por Purism para su uso en los ordenadores portátiles de la compañía Librem, así como en el Librem 5 smartphone.

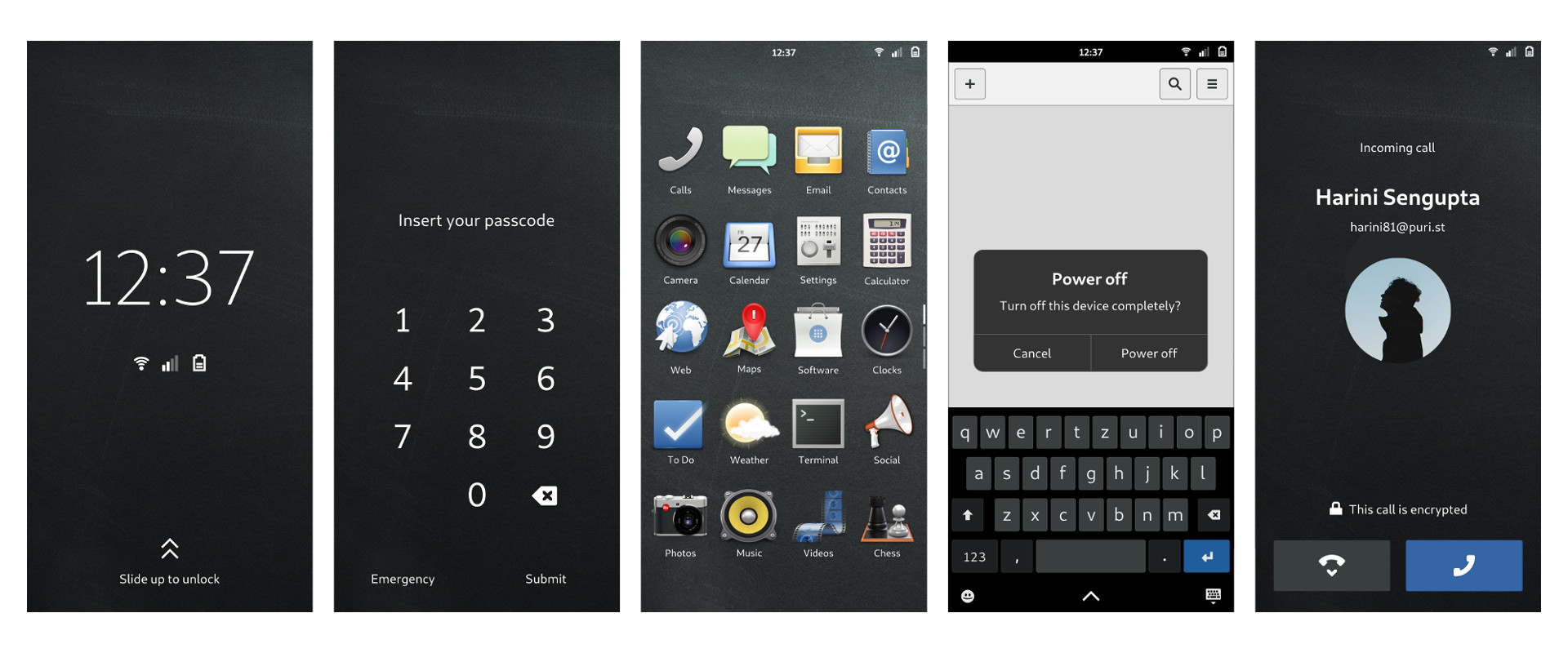
La interfaz móvil de PureOS, Phosh, la shell para móviles de GNOME, desarrollado por Purism y GNOME (2018-05)

PureOS está diseñado para no incluir blobs y software privativo y está incluido en la lista de distribuciones Libres de que es publicada por la Fundación de Software Libre.
PureOS es una distribución basada en Debian, fusionando paquetes de software libre del servidor de almacenamiento principal de Debian “Testing” que utiliza un modelo de Liberación continua. El navegador por defecto es PureBrowser, una variante de Firefox basado en la privacidad. El motor de búsqueda por defecto en PureBrowser es DuckDuckGo.